# Gudhjem Mølle
Gudhjem Mølle er en tårnmølle af grundtypen Hollandsk vindmølle og angives som Danmarks største gamle vindmølle, ligesom dens vingefang på 24 meter med laskede vinger er landets største.
Møllen kaldes også ’’Kullmanns Mølle’’ efter Matts Kullmann, som lod møllen bygge i 1893 til sønnen Christian. Den blev opført af møllebyggerfirmaet Rasmussen fra Odense, som skabte en efter tidens forhold ’’ypperlig’’ mølle. Familien Kullmann drev møllen indtil 1944, hvor kornfirmaet Asmussen fra København overtog driften.
Mølledriften blev senere overtaget af Bornholms Korn, som indstillede driften i 1962. I 1965 blev inventaret fjernet, og møllen er siden da blevet anvendt til forskellige erhvervsformål.
24. maj 2005 indviede Prins Henrik ’’Bornholms Gourmet Center’’ i Gudhjem Mølle, som præsenterer lokale delikatesser. Selv om møllen i 2025 er indrettet til erhvervsformål, vedligeholdes den løbende af ejerne.